# Abbaye de Saint-André-le-Bas (Vienne)

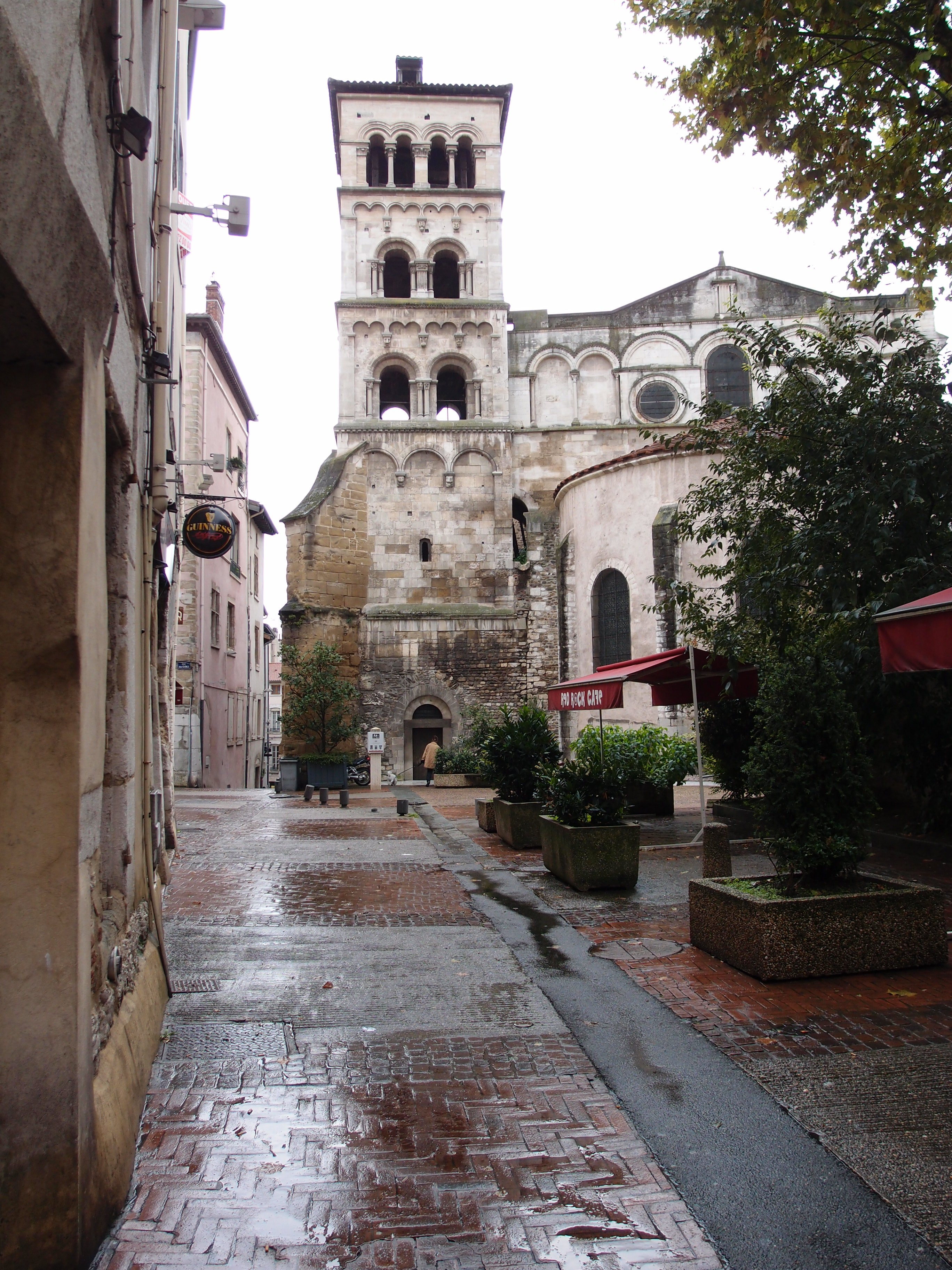
Ansicht der Kirche von Osten

Die Abbaye de Saint-André-le-Bas in Vienne, Frankreich, ist ein ehemaliges Benediktiner-Kloster.

## Geographische Lage
Die Abtei liegt im nördlichen Bereich der Altstadt von Vienne an einem Hang am Ufer der Rhône. Das Viertel war zunächst durch einen hohen jüdischen Bevölkerungsanteil geprägt. Juden sind in Vienne seit dem 10. Jahrhundert nachweisbar. Sie wurden 1452 durch den Dauphin Ludwig (später: Ludwig XI.) vertrieben. Im Viertel war der Geldhandel der Stadt konzentriert.
Das ehemalige Kloster befindet sich in unmittelbarer Nähe des römischen Forums in den Überresten der gallo-römischen Stadt. In der Nähe wurde die Mauer einer monumentalen Treppe freigelegt, die, wahrscheinlich nicht überdacht, Stätte der Gemeindeversammlung war. Andere Überreste im Umfeld sind ebenfalls interessant, insbesondere die Arkaden eines Portikus des römischen Forums sowie Häuser, Terrassen und ein Tempel der Kybele.

## Geschichte

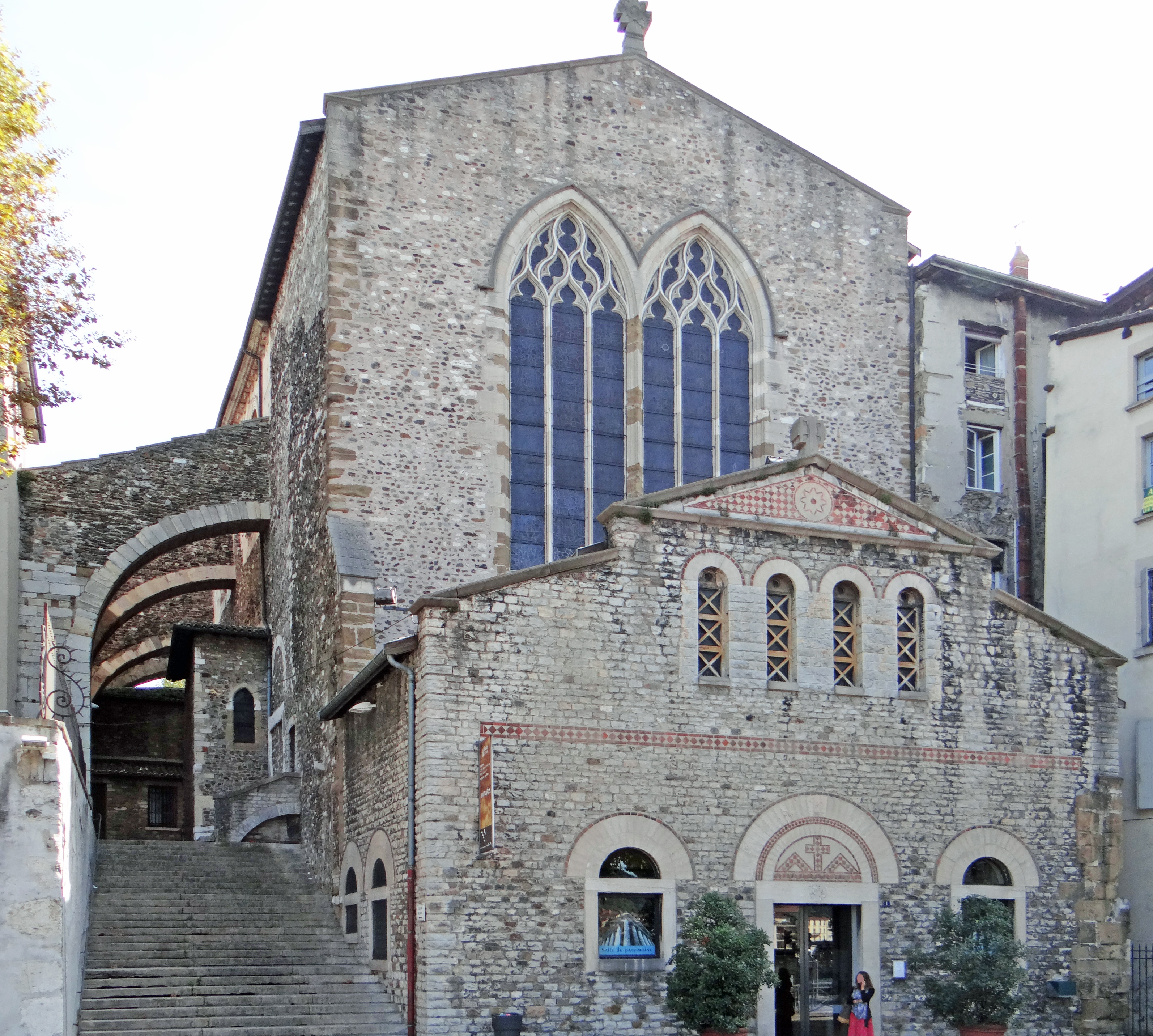
Westfassade (von 1938); unten: Eingang zum Besucherzentrum

Die Abtei ist eine testamentarische Stiftung Herzog Ansemonds. Die Grabstätte des Herzogs mit der Stifter-Inschrift befindet sich in der Apsis der Klosterkirche. Es war ein Männer-Kloster.
Ab dem Ende des 9. Jahrhunderts wurde die Kirche der Abtei auch als Palastkapelle der Könige von Burgund genutzt. Im 10. Jahrhundert übernahm der Konvent die Benediktinische Regel. Durch zahlreiche Stiftungen wurde die Abtei die zweitwichtigste in Vienne. Im 13. Jahrhundert erhielten die Äbte vom Papst das Recht, die Mitra zu tragen.
Während des Konzils von Vienne (1311/1312) waren das Kloster und seine Kirche in die Arbeit des Konzils eingebunden. In diesem Zusammenhang entstand auch der Brauch, dass die Fronleichnamsprozession in Vienne von der Kirche Saint-André-le-Bas ihren Ausgang nahm.
Die Konkurrenz neuer Orden im späten Mittelalter und die Auswirkungen des Hundertjährigen Kriegs beeinträchtigten die Abtei, sie konnte sich davon nicht mehr erholen. Sie bestand aber bis ins 18. Jahrhundert weiter, musste dann 1774 mit der Abtei Saint-Chef und dieser Verbund dann 1780 mit Saint-Pierre de Vienne fusionieren. Aber noch vor dem Ausbruch der Französischen Revolution 1789 kam das klösterliche Leben zum Erliegen.
Die Kirche wurde in eine Pfarrkirche umgewandelt, die Klostergebäude verkauft und teilweise abgebrochen. Der Südflügel des Klosters wurde parzelliert, die Gebäudesubstanz in angrenzende Gebäude integriert. Er wurde bei der von Jules Formigé (1879–1960) durchgeführten Restaurierung, die 1938 abgeschlossen wurde, wieder hergestellt. Damals wurde auch die einsturzgefährdete Westfassade der Kirche ersetzt.

## Baugeschichte der Klosterkirche

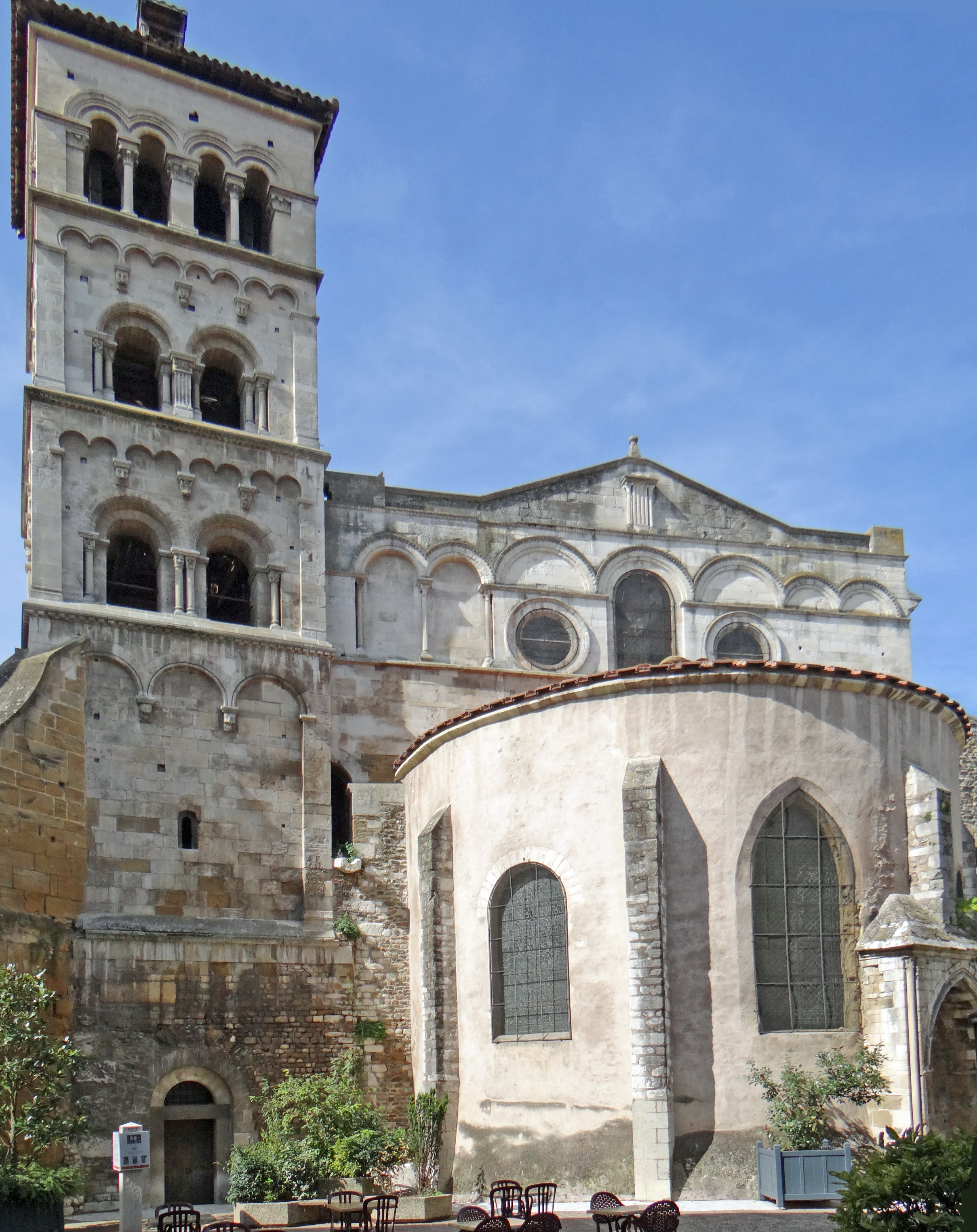
Turm und Ostabschluss

Die Kirche wurde auf einer römischen Plattform errichtet, deren der Rhone zugewandte Seite auf Gewölben ruht, um den Höhenunterschied, der durch die Hanglage des Areals entsteht, auszugleichen. In den Gewölben ist heute ein Besucherzentrum untergebracht. Die auf der römischen Plattform errichtete Kirche ist eine Basilika ohne Querschiff. Heute noch sichtbar sind mehrere Bauphasen:
- Aus dem 10. Jahrhundert stammen die Umfassungsmauern, die durch abwechselnde Ziegel- und Steinfundamente erkennbar sind, die Rundbogen-Fenster und die Apsis, an deren Seiten im Kircheninnern je zwei antike Säulen mit korinthischen Kapitellen stehen.[7]
- Die zweite Bauphase stammt vom Ende des 12. Jahrhunderts und wird durch eine Inschrift an der Basis eines der Pilaster des Langhauses datiert: Willelmus Martini me fecit anno Domini 1152 (Wilhelm, Sohn des Martin, erbaute mich im Jahr des Herrn 1152). Wilhelm, Sohn des Martin, war vermutlich der Baumeister, nicht der Stifter dieses umfassenden Umbaus.[8] Damals wurden die Wände erhöht und mit Strebepfeilern stabilisiert, außerdem der Glockenturm hinzuzufügt.
- Im 13. Jahrhundert wurden dem Gebäude Kapellen hinzugefügt. Aus dieser Zeit stammt auch das Chorgestühl. Dem Turm wurde sein oberstes Geschoss aufgesetzt.[9]
- Im 14. Jahrhundert wurde die von Einsturz bedrohte Westfassade mehrfach restauriert.

## Kreuzgang

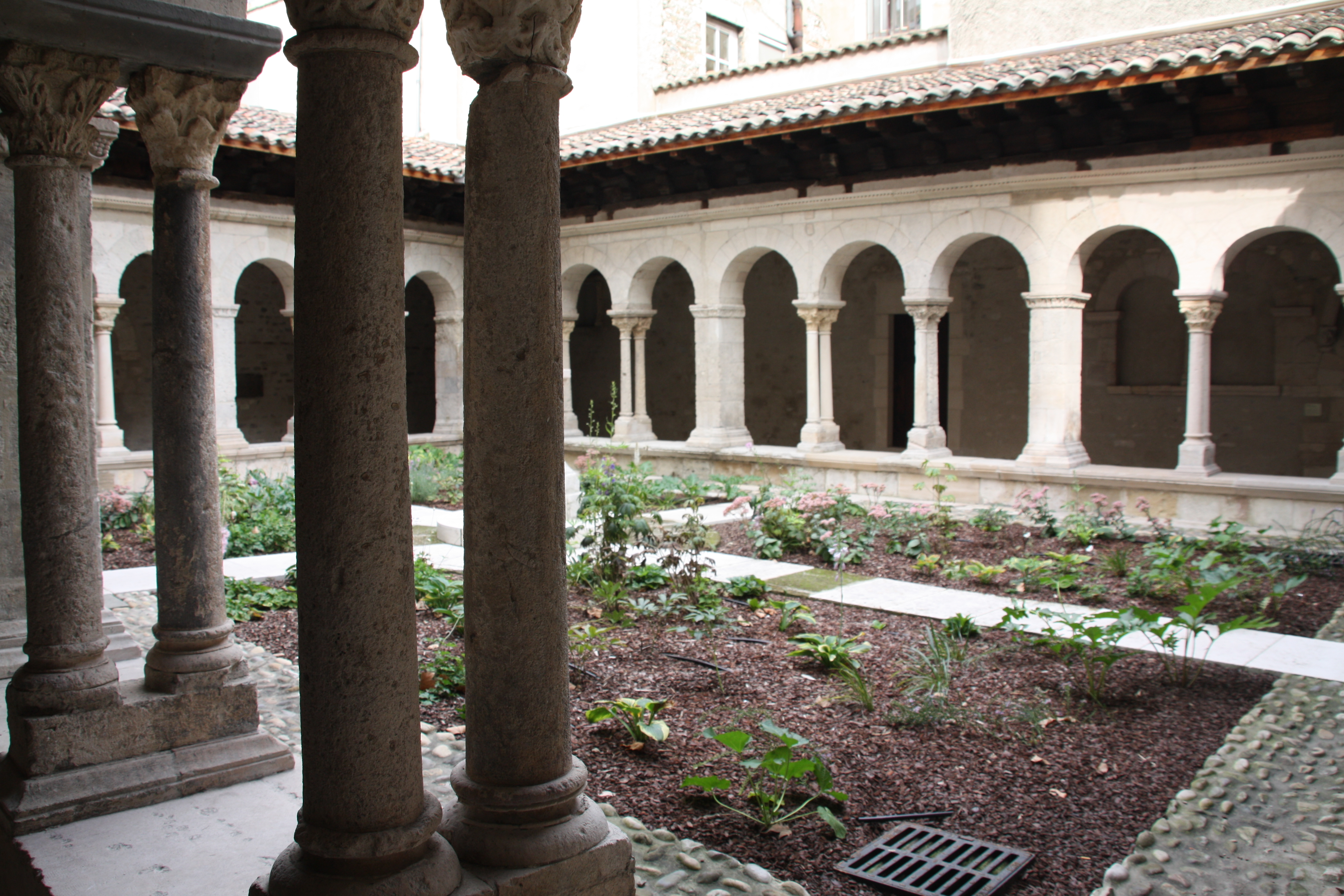
Kreuzgang

Der romanische Kreuzgang ist der einzige vollständig erhaltene in der Region Rhône-Alpes und stammt aus der Mitte des 12. Jahrhunderts. Seine Skulpturen ähneln denen, die den Glockenturm schmücken. Der Kreuzgang war nicht eingewölbt. Ein Teil der heutigen Paneeldecke stammt vom Ende des 15. Jahrhunderts.
Die von Jules Formigé durchgeführte Restaurierung, die 1938 abgeschlossen wurde, bestimmt das heutige Aussehen des Kreuzgangs: Die gesamte Decke wurde restauriert. Die Kapitelle weisen im Wesentlichen pflanzliche Motive auf, mehr oder weniger stark von korinthischen Vorbildern inspiriert. Unter ihnen ist aber auch eine Darstellung von Samson, der einen Löwen oder Bären in einem Weinberg zerreißt. Einige Säulenschäfte sind mit Motiven verziert, die von antiker Architektur inspiriert wurden: Verwobene Blätter und Perlen.
Der Kreuzgang wurde 2010 erneut saniert.

## Weitere Klostergebäude
Die Kapelle des Abtes ist heute durch nicht mehr als ein Gesimsfragment und ein Medaillon an der Südfassade der L'école de la Table-Ronde zu erkennen.
Das Maison du Chamarier, südlich der Abteikirche gelegen, ehemals die Intendantur des Klosters, enthält Reste des Abtei-Palastes und ist heute Teil der L'école de la Table-Ronde. Dazu gehört auch eine Treppe aus dem 18. Jahrhundert.
Die ehemalige Kirche Saint-Pierre-entre-les-Juifs (Saint-Pierre im Judenviertel) war von der Abtei abhängig. Zwei Fenster dieser Kirche sind in einem Gebäude in der Rue de la Table-Ronde eingebaut.

## Denkmalschutz
Die Kirche der Abbaye de Saint-André-le-Bas steht seit 1840 unter Denkmalschutz, die Klosteranlage insgesamt seit 1954. Der Kreuzgang ist heute über ein kleines Museum zugänglich.